# Восточный коридор
«Восточный коридор» — кинопритча на материале Второй мировой войны (тема подполья, гетто и уничтожения евреев) режиссёра Валентина Виноградова, поставленная в 1966 году.
Фильм был обвинен в «мелодраматизме», «символизме», «натурализме» и «эстетизации», пострадал от цензуры и был на два года положен на полку. Премьера (ограниченный прокат) состоялась в 1968 году. Вскоре после премьеры фильм был снят с экрана.

## История
По воспоминаниям Виноградова, после успеха его фильма «Письма к живым» белорусские власти захотели, чтобы он сделал фильм о подполье. Режиссёра и сценариста вызвал к себе Пётр Машеров, первый секретарь ЦК Компартии Белоруссии, и заказал им фильм о партизанах и о героической борьбе народа, который был бы похож на югославскую ленту «Козара». Кучар и Виноградов загорелись идеей фильма, разыскали очевидцев и участников событий и записали их рассказы в тетрадку. Тетрадка называлась «Время страстей человеческих», и эти слова стали первым названием «Восточного коридора». По словам Виноградова, «мы написали такой сценарий, где было все неоднозначно, где было непонятно, кто герой. Героев вообще не было».
Первый съёмочный день прошёл 6 июня 1966 года в Мирском замке.
Виноградов вспоминал, что на предварительных показах картины её ругали за «1) стиль (картонный стиль), 2) символизм, 3) красивый кадр, 4) холодность». Неудобство для властей создавала также еврейская тема: сцена потопления евреев в реке стала эмоциональной кульминацией фильма, причём звучащие в этой сцене молитва на иврите и монолог на идиш были абсолютно неслыханным прецедентом для советского кино 1960-х годов.
Когда в октябре 1966 года из Москвы прислали заключение по отснятому материалу, там было «много „измов“», в том числе «мелодраматизм, символизм, натурализм… и эстетизация». При этом в отличие от других фильмов Виноградова, из него почти ничего не вырезали: «Там весь фильм был такой — не поможет, если что-то вырезать».

## Сюжет

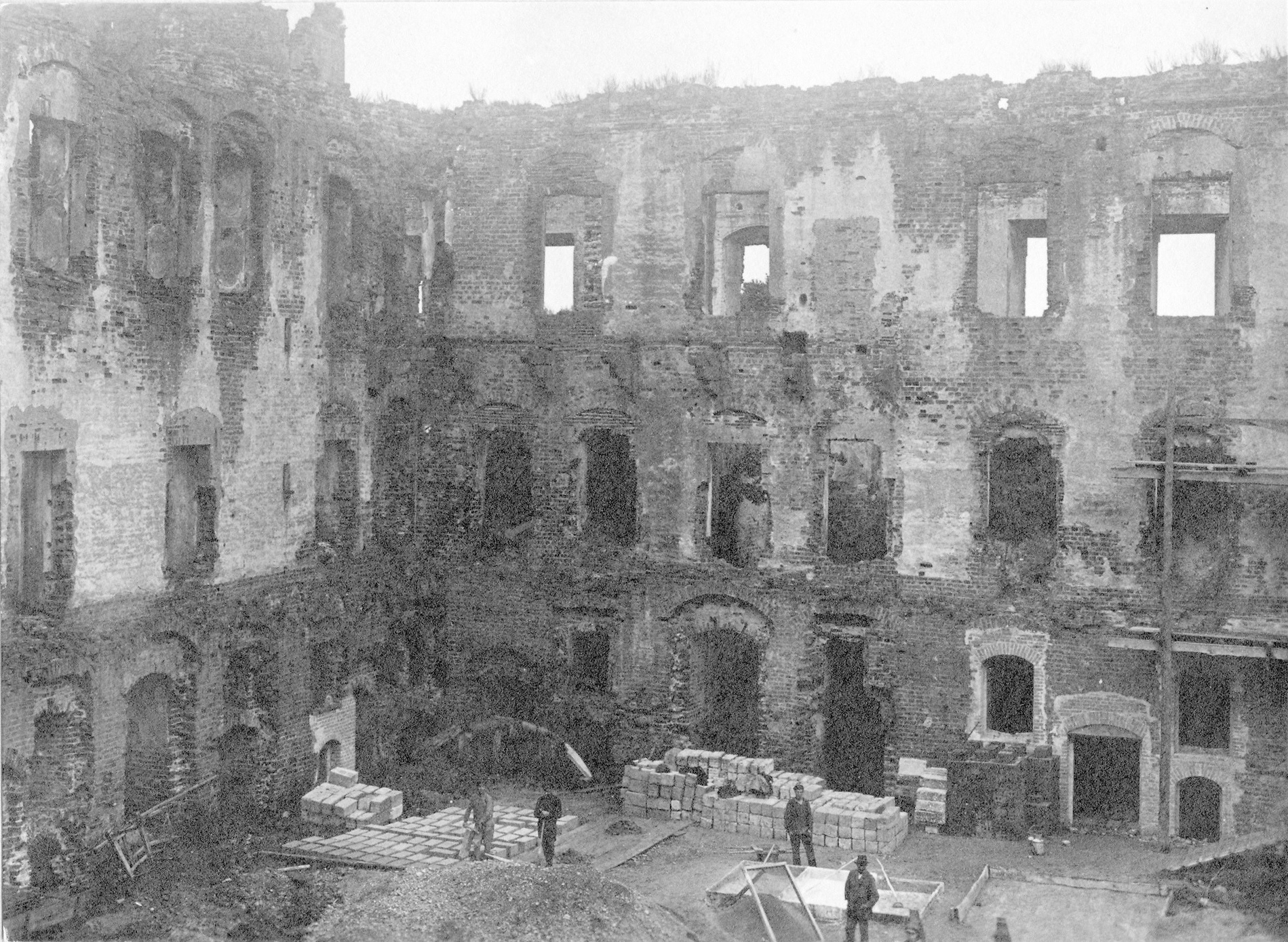
Мирский замок до реконструкции

Действие происходит во время Великой Отечественной войны в оккупированном немцами белорусском городе. В подвал тюрьмы, где находятся несколько арестованных подпольщиков, приводят Ивана Лобача, к которому остальные обращаются с вопросом, что произошло. Через серию флешбэков рассказывается о произошедших событиях. Из-за блокады леса партизаны голодают, и подпольщики в городе разрабатывают операцию по захвату зерна на элеваторе и переправке его партизанам. Они посылают на задание Ивана и Алеся Дубовика, однако Дубовика арестовывают и он не приходит на встречу с Иваном. Подпольщики считают, что Иван тоже перешёл на сторону немцев, и получают его подруге Жене убить его, когда он вернётся. Когда Иван приходит к Жене, она достаёт револьвер, но не решается застрелить Ивана. Узнав, что на площади будет произносить речи арестованный Алесь, Иван говорит, что убьёт его за предательство. Они с Женей идут туда и слушают рассказ немцев о том, как Алесь добровольно перешёл на их сторону. Собравшиеся люди начинают кидать камнями в немцев, и все разбегаются.
Иван встречается с пожилым подпольщиком Зязюлей, чтобы убедить его в том, что он не предатель. Иван в немецкой форме приходит к редактору местной газеты под тем предлогом, что у него есть материал для публикации. Он берёт у редактора оригинал письма Дубовика, проверить, действительно ли тот добровольно перешёл на сторону немцев. Иван выводит редактора на улицу, где снова встречает Зязюлю, однако редактор пытается бежать и Иван убивает его. Немецкие солдаты, сбежавшиеся на звук выстрелов, арестовывают Зязюлю.
К числу деятелей подполья принадлежит также художница Людмила, рисующая портреты гитлеровцев, и её муж, скульптор Егор. Иван приносит Людмиле письмо Дубовика, чтобы она определила, его ли это почерк. Позже Егор не может сдержать неприятие по отношению к немцами, которые позируют Людмиле, и вскоре оказывается в тюрьме. Там с ним ведёт разговоры об искусстве начальник тюрьмы.
Один из арестованных, Китов, вспоминает, как его после избиений в полиции попросили написать список всех известных ему подпольщиков. Однако ему удалось незамеченным выйти из помещения и сесть в трамвай. Там он встречает Дубовика, за которым устроена слежка, поэтому их обоих снова арестовывают.
После ареста Зязюли операцией по захвату зерна начинает руководить подпольщик Константин. Подпольщики захватывают в плен начальника зернового склада и ночью увозят зерно по реке, чтобы переправить голодающим партизанам.
Узнав о том, что немцы планируют убийство городских евреев, Иван приходит к пожилому учёному Громмеру и предлагает ему и его дочери Фрэде скрыться от расправы. Громмер отказывается, но Ивану удаётся убедить его, и они уходят в лес. Однако немцы настигают их и арестовывают. Их привозят обратно в город, где они становятся свидетелями того, как ночью немцы топят сотни евреев в реке. Так Иван оказывается в камере с остальными.

Кадр из фильма: разговор Людмилы с Егором

Людмила приходит в тюрьму навестить Егора и говорит ему, что его отпустят при уплате штрафа. Однако её саму не выпускают из тюрьмы и собираются пытать электричеством. Егор, которому предоставляется возможность бежать, отказывается уходить из тюрьмы, чтобы не бросать жену. Позже в колонне заключённых Егор и Громмер подходят к офицеру, разделяющему всех на две колонны, больных и здоровых. Егор советует Громмеру сказать, что он здоров, так как больных уничтожают. Однако Громмер говорит, что у него диабет. Егор также говорит, что болен.
Константин организует побег для группы подпольщиков из общей камеры. Иван, которого перевели в одиночную камеру, пытается сбежать при помощи Фрэды, которая работает в тюрьме уборщицей, однако его убивают при попытке побега. Женя также попадает в тюрьму, но ей удаётся сбежать. Она приходит к своей подруге Лене, и та, дав ей в руки своего ребёнка, помогает Жене пройти мимо немцев и скрыться в лесу.

## В ролях
- Регимантас Адомайтис — Иван Лобач (озвучивание: Пётр Глебов)
- Валентина Асланова — Женя
- Людмила Абрамова — Лена
- Виктор Плют — Китов
- Глеб Глебов — Зязюля
- Елена Рысина — Фрэда
- Валентина Титова — Людмила
- Борис Марков — Егор
- Владимир Кашпур — Константин
- Николай Барабанов — Громмер
- Бронюс Бабкаускас — Франц Сергеевич
- Волдемар Акуратерс — Баум
- Николай Трусов — Алесь Дубовик
- Стасис Паска — агент гестапо
- Иван Матвеев — подпольщик
- Эугения Шулгайте — эпизод
- Виктор Уральский — Титов
- Сергей Лукьянчиков — эпизод
- Галина Макарова — эпизод (нет в титрах)
- Павел Кормунин — подпольщик (нет в титрах)
- А. Иванов — эпизод
- Л. Доброва — эпизод
- Л. Шифрин — эпизод
- А. Мелдутис — эпизод
- А. Лазариди — эпизод
- Леонид Баранчик — эпизод

## Съёмочная группа
- Режиссёр: Валентин Виноградов
- Сценаристы: Алесь Кучар, Валентин Виноградов
- Композиторы: Микаэл Таривердиев, Эдуард Хагагортян
- Оператор: Юрий Марухин
- Художник: Евгений Игнатьев
- Дирижёр: Эмин Хачатурян

## Отзывы
Александр Фёдоров приводит отзыв о фильме из статьи 1968 года, написанной Т. Ивановой: по её словам, «Восточный коридор» принадлежит «к числу тех картин, после просмотра которых возникает необходимость заглянуть в аннотацию: понять последовательность событий, попросту разобраться, что к чему. Как будто бы некую простую картину разрезали на много кусков, больших и маленьких, старательно перемешали, встряхнули — и выложился новый причудливый узор-головоломка». Среди компонентов, существенных для общей атмосферы картины, советский критик отметила «обилие жестоких эффектов», «экстравагантность антуража», «изощрённое мастерство оператора», а в целом — «эстетизацию натурализма».
Сам Фёдоров высоко оценил картину, отметив её «притчевый сюжет» и «экспрессивный, сновиденческий стиль (рваный монтаж c прерванными на полуслове диалогами и событиями в духе французской nouvelle vague, глубинные композиции кадра, нервные, резкие движения камеры, причудливая игра света, тени и всей гаммы оттенков черного и белого)». Он также назвал фильм предтечей «не только партизанской драмы А. Германа „Проверка на дорогах“ (1971), но и его же фантасмагорического „Хрусталёва…“ (1998)», а также пожалел о запрете фильма: "А ведь попади этот фильм на любой западный фестиваль конца 1960-х, он почти наверняка стал таким же триумфатором, как «Летят журавли» или «Иваново детство».
По мнению Ольги Гершензон, фильм «примечателен не только своим выразительным визуальным языком, соединяющим немецкий экспрессионизм и итальянский неореализм, но и удивительным для того времени обращением к теме еврейского гетто и уничтожения евреев в Белоруссии». На тему Холокоста обратил особое внимание Сергей Кузнецов, в кратком обзоре фильма назвавший его «кинополотном, на котором столкнулись два мистических народа: Израиль и арийцы».
Кузнецов также охарактеризовал фильм как «тёмный и загадочный»: это «жёсткая и пугающая мистическая картина, в которой неясными остаются не только такие мелочи, кто предатель, но и мотивы поведения почти всех персонажей, действующих словно в поле неведомых сил, направляющих, трансформирующих и в конце концов убивающих их». По мнению же Фёдорова, авторы фильма «практически впервые в истории советского кино предложили иную идеологическую концепцию военной темы: война как разрушение гуманистического человеческого начала в целом», «война — обоюдоострый меч, калечащий души и сердца всех вовлеченных в неё сторон…».